# 葉連娜·奧布拉兹佐娃
叶连娜·瓦西里耶芙娜·奧布拉兹佐娃 (俄语：Елена Васильевна Образцова，1939年7月7日—2015年1月12日)，蘇俄籍次女高音歌劇演唱家，1973年曾獲蘇聯人民藝術家的稱號。

## 生平
奧布拉兹佐娃小時候住在列寧格勒，經歷了第二次世界大戰期間嚴重的長期圍困（超過870天）。1948年，九歲的她開始在列寧格勒先鋒宮兒童合唱團唱歌。
1954年至1957年，她在塔甘羅格柴可夫斯基音樂學院學習，並經常參加塔甘羅格劇院（Taganrog Theatre）舞台上的音樂會。1957年至1958年，奧布拉兹佐娃在頓河畔羅斯托夫音樂學校學習。 1958年8月，奧布拉兹佐娃通過考試，成為聖彼得堡音樂學院的學生。1963年，她受邀在莫斯科大劇院的《鮑里斯·戈杜諾夫》中演出。
她在巴黎普萊耶爾音樂廳（Salle Pleyel）舉行的獨奏音樂會使她對歐洲和世界歌劇院有了更多的了解。

2015年1月12日，葉連娜·奧布拉兹佐娃病逝于德国。